# Twilight Force
Twilight Force är ett internationellt symfoniskt power metal-band, ursprungligen från Falun/Borlänge, bildat 2011.
Twilight Force spelar fantasy-inspirerad power metal med tillskott av akustiska instrument som luta, cembalo och cello. Bandmedlemmarna bär scenkläder och använder artistnamn. Keyboardisten Blackwald har skrivit en fiktiv bandhistoria som vävs in i låttexterna.

## Biografi

### Åren 2011–2015
Fröet till det som skulle komma att bli Twilight Force såddes i mitten av 2000-talet av vännerna Philip Lindh (gitarr) och Daniel Beckman (keyboard). De tog fram bandkonceptet och komponerade musiken till debutalbumet innan de rekryterat medlemmar till projektet. Först omkring 2013 hade man värvat ytterligare musiker till bandet, huvudsakligen från andra dalabördiga band. Debutalbumet Tales of Ancient Prophecies hade spelats in i omgångar sedan 2011 och släpptes i juni 2014 på svenska Black Lodge Records. Albumet tog sig in på Sverigetopplistan på plats 29. Bandet bestod då, utöver Lindh och Beckman, av sångaren Christian Eriksson (då Hedgren), trumslagaren Robert Bäck och basisten Björn Lundkvist. En kort tid senare anslöt gitarristen Anders Johansson. 
I augusti 2014 spelade bandet på Rockstad Falun tillsammans med Amaranthe och i december samma år agerade man förband till Gloryhammer på deras Europaturné. Året därpå turnerade gruppen genom Europa tillsammans med Sonata Arctica.

### Åren 2016–2019
I början av 2016 tecknade Twilight Force skivkontrakt med det tyska bolaget Nuclear Blast Records. Bandets andra studioalbum, Heroes of Mighty Magic släpptes i augusti det året. Joakim Brodén (Sabaton) och Fabio Lione (Rhapsody of Fire) bidrog med gästsång på skivan. Albumet tog sig in på topplistorna i Tyskland, Belgien och Schweiz.
Bandet spelade på Sweden Rock Festival i juni 2016, Sabaton Open Air i augusti och turnerade ånyo med Sonata Arctica under hösten. I oktober 2017 meddelade bandet att de gått skilda vägar med sångaren Christian Eriksson. Tillfällig ersättare vid livespelningar blev Tommy Johansson (Majestica). I juni 2018 presenterades en ny permanent sångare i form av italienaren Alessandro Conti (Trick or Treat, ex-Luca Turilli's Rhapsody). Bandets första album med honom på sång släpptes i augusti 2019 och bar namnet Dawn of the Dragonstar. I november samma år lämnade trummisen Daniel Sjögren bandet och ersattes av Isak Olsson, som tog över hans bandpersona De'Azsh.

### 2022 och framåt
I november 2022 tillkännagavs att bandets fjärde album At the Heart of Wintervale var planerat för utgivning under nästföljande år. Skivan släpptes i januari 2023 och föregicks av två singlar. Under januari och februari gav sig bandet ut på en europeisk headlinerturné tillsammans med Seven Spires. I juni spelade man återigen på Sweden Rock Festival och i augusti uppträdde gruppen på Wacken Open Air.
I juni 2024 lämnade gitarristerna Lynd och Aerendir samt basisten Born Twilight Force. De ersattes av Galen Stapley (Galyn), Bradley Hall (Bramley Underhall) samt Alex James Miles (Xandor); samtliga från Storbritannien. Banduppställningen kompletterades med amerikanska vokalisten Kristin Starkey (Krysthara) som tidigare agerat backupsångerska live. Med denna uppställning släppte bandet en nyinspelning av "Battle of Arcane Might" från Heroes of Mighty Magic i oktober 2024.

## Medlemmar
Nuvarande medlemmar
- Daniel Beckman (Blackwald) – keyboard, piano, violin, cembalo (2011– )
- Alessandro Conti (Allyon) – sång (2018– )
- Isak Olsson (De'Azsh) – trummor (2019– )
- Kristin Starkey (Krysthara) – sång, bakgrundssång (2024– )
- Galen Stapley (Galyn) – gitarr (2024– )
- Bradley Hall (Bramley Underhall) – gitarr (2024– )
- Alex James Miles (Xandor) – basgitarr (2024– )

Tidigare medlemmar
- Robert Bäck (Roberto) – trummor (2011–2014)
- Christian Eriksson (Chrileon) – sång (2011–2017)
- Daniel Hansfeldt (De'Azsh) – trummor (2014–2019)
- Anders Joakim Johansson (Aerendir) – gitarr (2014–2024)
- Björn Lundkvist (Born) – elbas (2011–2024)
- Philip Lindh (Lynd) – gitarr, luta (2011–2024)

## Diskografi
Studioalbum
- 2014 – Tales of Ancient Prophecies
- 2016 – Heroes of Mighty Magic
- 2019 – Dawn of the Dragonstar
- 2023 – At the Heart of Wintervale

Singlar
- 2014 – "The Power of the Ancient Force"
- 2015 – "Gates of Glory"
- 2016 – "Battle of Arcane Might"
- 2019 – "Night of Winterlight"
- 2019 – "Dawn of the Dragonstar"
- 2022 – "Twilight Force"
- 2022 – "Sunlight Knight"
- 2023 – "Skyknights of Aldaria"
- 2023 – "The Sapphire Dragon of Arcane Might Is Back Again"
- 2024 – "Battle of Arcane Might"